# Cassipourea adamii
Cassipourea adamii là một loài thực vật có hoa trong họ Rhizophoraceae. Loài này được Jacq.-Fél. mô tả khoa học đầu tiên năm 1952.